# Adam Kośmieja
Adam Kośmieja (ur. 21 lipca 1986 w Bydgoszczy) – polski pianista, specjalizujący się w muzyce klasycznej i współczesnej, doktor habilitowany i wykładowca Akademii Muzycznej w Bydgoszczy.

## Biografia
Na fortepianie gra od wieku 6 lat, uczył się w klasie prof. Ludmily Kasjanenko. Ukończył Akademię Muzycznej im. F. Nowowiejskiego w Bydgoszczy, w klasie prof. Jerzego Sulikowskiego i prof. Katarzyny Popowej-Zydroń. Jest też absolwentem Manhattan School of Music w Nowym Jorku w klasie Solomona Mikowsky’ego (2011). W latach 2007–2011 był wyróżniony stypendium im. Harolda i Helen Schonbergów.
W 2016 wydał płytę z kompletem utworów Kazimierza Serockiego na fortepian. W 2017 obronił doktorat na podstawie pracy Pianophonie na fortepian, elektroniczne przetworzenie dźwięku i orkiestrę jako apogeum twórczości Kazimierza Serockiego. Opis próby rewitalizacji wykonania dzieła.
W ramach projektu 100 na 100. Muzyczne dekady wolności nagrał koncert „Hommage à Frédéric Chopin. Koncert na fortepian i orkiestrę” Elżbiety Sikory oraz trio „Liczne odnogi rozgałęzionych splotów” Tadeusza Wieleckiego. Utwory Sikory nagrał też na płytę wydaną w serii Anaklasis.
W 2021 wydał płytę „Tribute to Gulda”, na której nagrał utwory Friedricha Guldy oraz Sonatę c-moll op. 111, nr 32 Ludwiga van Beethovena. Również w 2021 został nominowany do nagrody Koryfeusz Muzyki Polskiej w kategorii „Odkrycie roku” nagrania płytowe muzyki współczesnych polskich kompozytorów.
W 2023 wydał płytę „Infinity. Adam Kośmieja plays Canto ostinato” zawierającą fortepianową interpretację utworu Canto Ostinato Simeona ten Holta.
Wykonuje również muzykę współczesną z trio Flow unit 3, w skład którego wchodzą również Anna Kwiatkowska (skrzypce) oraz Mikołaj Palosz (wiolonczela).
Jest wykładowcą Akademii Muzycznej w Bydgoszczy, prowadzi również kursy mistrzowskie, wykłady i warsztaty.
Występował w ok. 20 państwach Europy, Ameryki Północnej i Azji.

## Dyskografia
- Serocki. Complete Works for Solo Piano (2016)[10]
- Tribute To Gulda (2021)
- Stephan Węgłowski: Phase_1_4_ (2022)[11]
- Elżbieta Sikora, Concertos (2022)
- Infinity. Adam Kośmieja plays Canto ostinato (2023)

## Nagrody
- Nagrody Artystyczna Marszałka Województwa Kujawsko-Pomorskiego (2023)[8]